# Skäppa

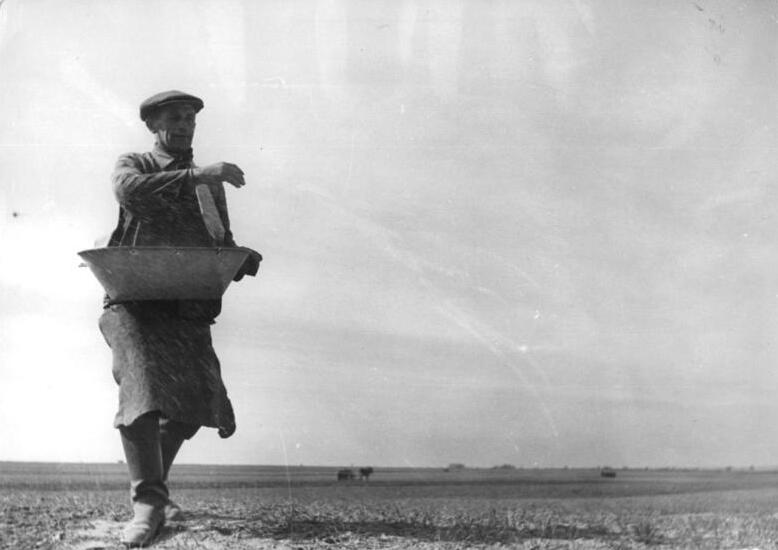
Tysk bonde med såskäppa på sin åker utanför Haldensleben i närheten av Magdeburg, Sachsen-Anhalt, 1951.

En skäppa (fornsvenska skæppa, tyska Scheffel, franska boisseau, engelska bushel) är ett äldre rymdmått för torra varor och även ett förvaringskärl av rund eller kubisk form.
Skäppa är ett mycket gammalt spannmålsmått med olika definitioner. En fornromersk modius motsvarade omkring 9 liter, men tyska Scheffel, engelska bushel och svenska skäppa är tre till fyra gånger så stora.
En bushel (8 gallons torr vara) motsvarar 35,2391 liter (US) eller 36,3687 liter (imperial). Olika tyska Scheffel har funnits mellan 22 och 54 liter, med extremfallen 103 liter i Württemberg och Sachsen och 222 liter i Bayern.
I Sverige är måttet skäppa känt sedan 1200-talet. Det har sedan förbjudits genom förordningar år 1733, 1737 och 1739. Storleken på skäppa varierade i olika landsdelar och den förekom över huvud taget inte i mälarregionen eller Östergötland där spann användes. Från medeltiden känner man till skäppor i storlekarna 24,30–29,34 liter. Den sistnämnda är en västgötaskäppa av vilka det gick sex på en så kallad västgötatunna om 176 liter.
I Småland var från och med 1600-talets måttreformer en skäppa 1/6 tunna medan den i Bohuslän var 1/4 tunna (36,6 liter) och i Västergötland 1/5 tunna; där kallades den löp.
Skäppa gick även under namnet vacka.
1 lop = 1/4 tunna säd i Finland och på Gotland (på gutniska uttalat laup).

## Ljuset under skäppan
Ordet förekommer i en liknelse i Nya testamentet, där Jesus (i 1917 års svenska översättning) framhåller att man inte bör "sätta sitt ljus under en skäppa" utan hålla fram det så att det kan lysa klart (evangelium enligt Matteus 5:14-15, Markus 4:21-25, Lukas 8:16-18 och Lukas 11:33-36). På samma sätt bör människorna inte dölja sina goda gärningar, utan stå fram som föredömen. Detta går igen i sången Det lilla ljus jag har. I Bibel 2000 heter det i stället "lampa under sädesmåttet". I den klassiska King James engelska översättning heter det "candle under a bushel", men nyare engelska översättningar talar om "lamp under a bowl".

## Annan användning
Före såmaskinen skedde all sådd för hand, bland annat med hjälp av en såskäppa. I Norrland har sådden skett med en päronformad eller triangulärt formad skäppa tillverkad av ett brett spån, som hör till en av de mer ursprungliga formerna. I större delen av Sverige användes i stället en helt rund såskäppa, tillverkat i svepteknik. I Danmark och de gammeldanska landskapen användes en modernare njurformig såkorg i halm med träbotten. På vissa håll har man inte alls brukat ett kärl, som i Bohuslän där sådden skedde från en tygpåse.